# نوردیسیزم
نوردیسیسم و یا نوردیک گرایی ایدئولوژی است که مفهوم نژاد تاریخی " نژاد نوردیک " را به‌عنوان یک گروه نژادی در معرض خطر و برتر می‌بیند. برخی از آثار برجسته و تأثیرگذار نوردیسم شامل کتاب مدیسون گرانت The Passing of the Great Race (1916) است. مقاله آرتور دو گوبینو در مورد نابرابری نژادهای انسانی (۱۸۵۳)؛ نوشته‌های مختلف لوتروپ استودارد ; بنیادهای قرن نوزدهم هیوستون استوارت چمبرلین (۱۸۹۹); و تا حدی، نژادهای اروپا اثر ویلیام زی ریپلی (۱۸۹۹). این ایدئولوژی در پایان سده‌ها ۱۹ و ۲۰ در اروپای آلمانی زبان، اروپای شمال غربی، اروپای مرکزی و اروپای شمالی، و همچنین در آمریکای شمالی و استرالیا رایج شد.
این باور که فنوتیپ نوردیک برتر از همه فنوتیپ‌های دیگر است، در آغاز به عنوان " آنگلوساکسونیسم " در انگلستان و ایالات متحده، "توتونیسم" در آلمان، و "فرانکیسیسم" در شمال فرانسه پذیرفته شد. تصور برتری "نژاد نوردیک" و برتری کشورهای اروپای شمال غربی که با این نژاد فرضی مرتبط بودند، بر قانون مهاجرت ایالات متحده در سال ۱۹۲۴ (که عملاً مهاجرت ایتالیایی‌ها، یهودیان را ممنوع یا به شدت محدود می‌کرد) تحت تأثیر قرار داد. سایر اروپایی‌های جنوبی و شرقی) و قانون مهاجرت و ملیت بعدی در سال ۱۹۵۲، و همچنین در کشورهای دیگر خارج از شمال غرب اروپا و ایالات متحده، مانند استرالیا، کانادا و آفریقای جنوبی نیز وجود داشت. در دهه ۱۹۳۰، نازی‌ها ادعا کردند که نژاد نوردیک برترترین شاخه از " نژاد آریایی " است و یک نژاد برتر (هرنولک) را تشکیل می‌دهد. کاربرد کامل این سیستم اعتقادی - حمله به لهستان و تسخیر بیشتر در پیگیری لِبِنسراوم یا "زیستگاه" - کاتالیزور (سریع کننده) فوری جنگ جهانی دوم بود و مستقیماً به کشتار جمعی میلیون‌ها نفر منجر شد. قربانیان آنچه که اکنون به عنوان هولوکاست شناخته می‌شود.

شمال‌غرب اروپا، که از آن با عنوان های «اروپای ژرمنیک» و «اروپای نوردیک» نیز یاد شده است.
در اوج گستردگی نوردیسیزیم سبب فرانسیزم(فرانک گرایی) در امپراتوری دوم فرانسه و جمهوری سوم فرانسه.توتونیسم(توتون گرایی در پروس و دگر پادشاهی های امپراتوری آلمان).آنگلوساکسونیزم (آنگلوساکسون گرایی)در امپراتوری بریتانیا به ویژه در بریتانیای کبیر و مرکز آن انگلستان شد.همچنین سبب نوردیک گرایی در ایالات متحده آمریکا و افزایش گَمان به مهاجران آسیایی چینی و ژاپنی و اروپایی های نا-ژرمنیک به ویژه مهاجرت‌ایتالیایی ها به شرق(نیویورک و ..)ایالات متحده گردید و در پی آن قانون‌مهاجرت ۱۹۲۴ به تصویب رسید.

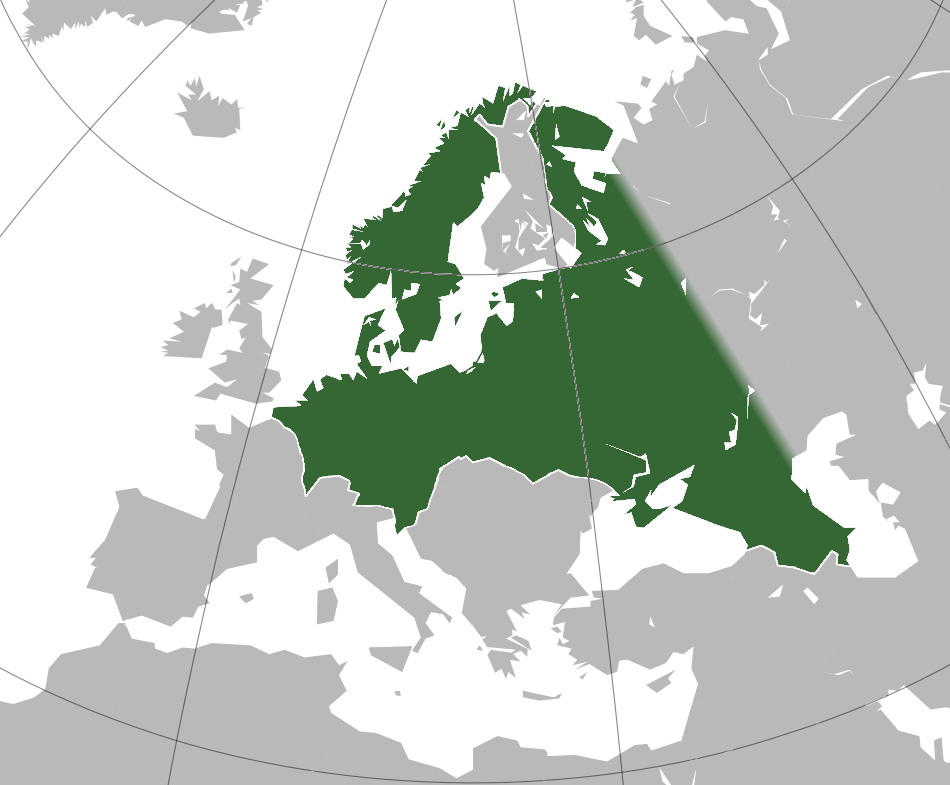
نگاره از رایش بزرگ آلمانی تباراران(ژرمن‌ها)، که قرار بود زیستگاهی بزرگ برای مردمان ژرمن نوردیک به زبانهای ژرمنیک گپ می‌زنند و تبارژرمنیک (آلمانی) دارند: سوئدی‌ها، نروژی‌ها، دانمارکی‌ها، فاروئی‌ها، آلمانی‌ها، هلندی‌ها، و دیگر مردمان ژرمنیک، انگلستان از آن جدا شده است.

تا به امروز نیز نژاد نوردیک به عنوان یک موضوع مورد بحث مورد پژوهش قرار می‌گیرد و بحث‌های بسیاری پیرامون تبارشناسی، تاریخ‌شناسی و زبان‌شناسی آن در جریان است.

## درگاه ها
1. ↑  Nordicism
2. ↑  Paulist Fathers (1927). "Catholic World". 125. {{cite journal}}: Cite journal requires |journal= (help)
3. ↑  Gregor, A James (1961). "Nordicism Revisted". Phylon. 22 (4): 352–360. doi:10.2307/273538. JSTOR 273538.